# Ischiopsopha plana
Ischiopsopha plana är en skalbaggsart som beskrevs av Gustaf von Paykull 1817. Ischiopsopha plana ingår i släktet Ischiopsopha och familjen Cetoniidae. Inga underarter finns listade i Catalogue of Life.